# Vincenzo Scarlato
Vincenzo Scarlato (Napoli, 28 ottobre 1921 – Scafati, 12 settembre 2003) è stato un politico italiano.

## Biografia
Nato a Napoli, ma cresciuto a Scafati, intraprese la carriera politica negli anni 50 per la Democrazia Cristiana. Rapidamente divenne uno tra i maggiori esponenti della corrente dorotea negli anni di Flaminio Piccoli.
È stato sindaco di Scafati, eletto a 37 anni.
Si candida alle elezioni politiche del 1958 e viene eletto alla Camera dei deputati nel collegio Benevento-Salerno, e da allora è stato riconfermato deputato per altre 5 volte, nel 1963, 1968, 1972, 1976 e 1979. Scarlato riusciva a garantire oltre centomila preferenze elettorale.
È stato anche sottosegretario di Stato nei governi Moro II, Rumor I, Rumor II, Rumor III, Colombo, Andreotti I e Rumor IV.
È padre di tre figli: Rosario, Piergiorgio e Guglielmo, quest'ultimo figlio seguirà le orme del padre come deputato per la DC.